# Kesselformel

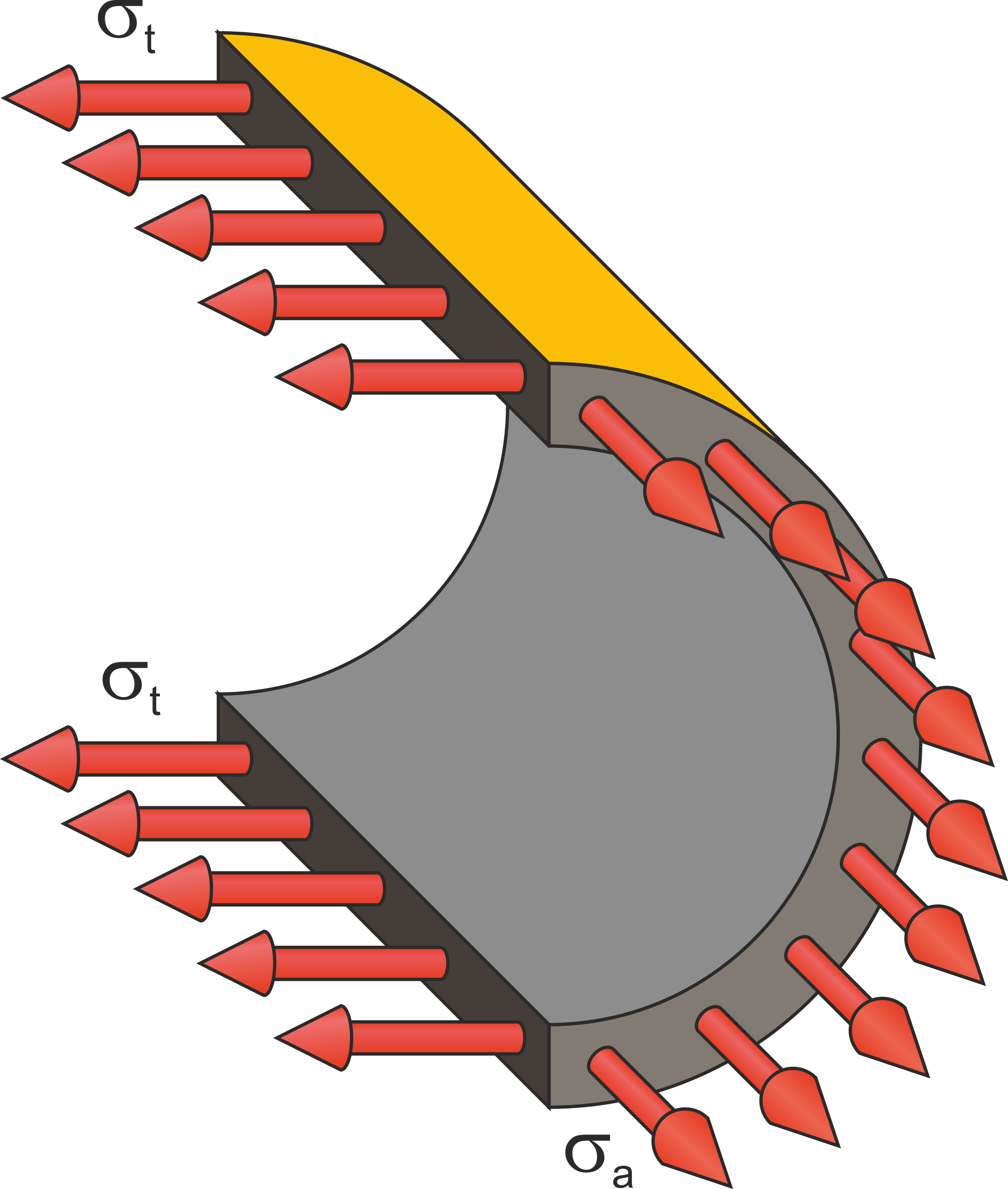
Zylindersegment mit Schnittspannungsdarstellung infolge Innendruck

Die Kesselformel ist eine Berechnungsformel aus der Technischen Mechanik. Sie hat eine elementare Bedeutung bei der Berechnung und Auslegung von Dampfkesseln, Druckbehältern und Rohrleitungen. Rohrleitungen werden nach DIN EN 13480, Teil 3 durch eine ähnliche Formel ausgelegt.

## Anwendung
Die Kesselformel gibt die mechanischen Spannungen in durch gleichmäßigen Innendruck belasteten rotationssymmetrischen Körpern an, wie sie beispielsweise in Rohren oder Druckbehältern anzutreffen sind (Annahme: Außendruck = 0 bzw. viel kleiner als der Innendruck). Sie beruht als Membranspannung auf einem Kräftegleichgewicht, daher sind zur Berechnung der Spannungen weder Verformungsannahmen noch Elastizitätsgrößen notwendig.
Die Kesselformel gilt nur für dünnwandige und gekrümmte Druckbehälter aus einem homogen, isotropen Werkstoff und im Bereich des linear-elastischen Materialverhaltens. Für Kessel, die aus ebenen Blechen bzw. Platten hergestellt sind, sowie für dickwandige zylindrische Behälter, gilt die Kesselformel nicht bzw. nur als (grobe) Näherungslösung.
Ein Druckbehälter kann als dünnwandig betrachtet werden, wenn seine Wanddicke {\displaystyle s} klein im Vergleich zum Außendurchmesser {\displaystyle D} ist (z. B. {\displaystyle D/s} ≥ 12 bzw. Außendurchmesser / Innendurchmesser = {\displaystyle D/d} ≤ 1,2). Die größte Spannung ist bei zylindrischen Körpern die Tangentialspannung {\displaystyle \sigma _{\rm {t}}}, weshalb zu schwach ausgelegte Rohre und ähnlich geformte Behälter tendenziell in Längsrichtung platzen bzw. bersten.

## Formulierung

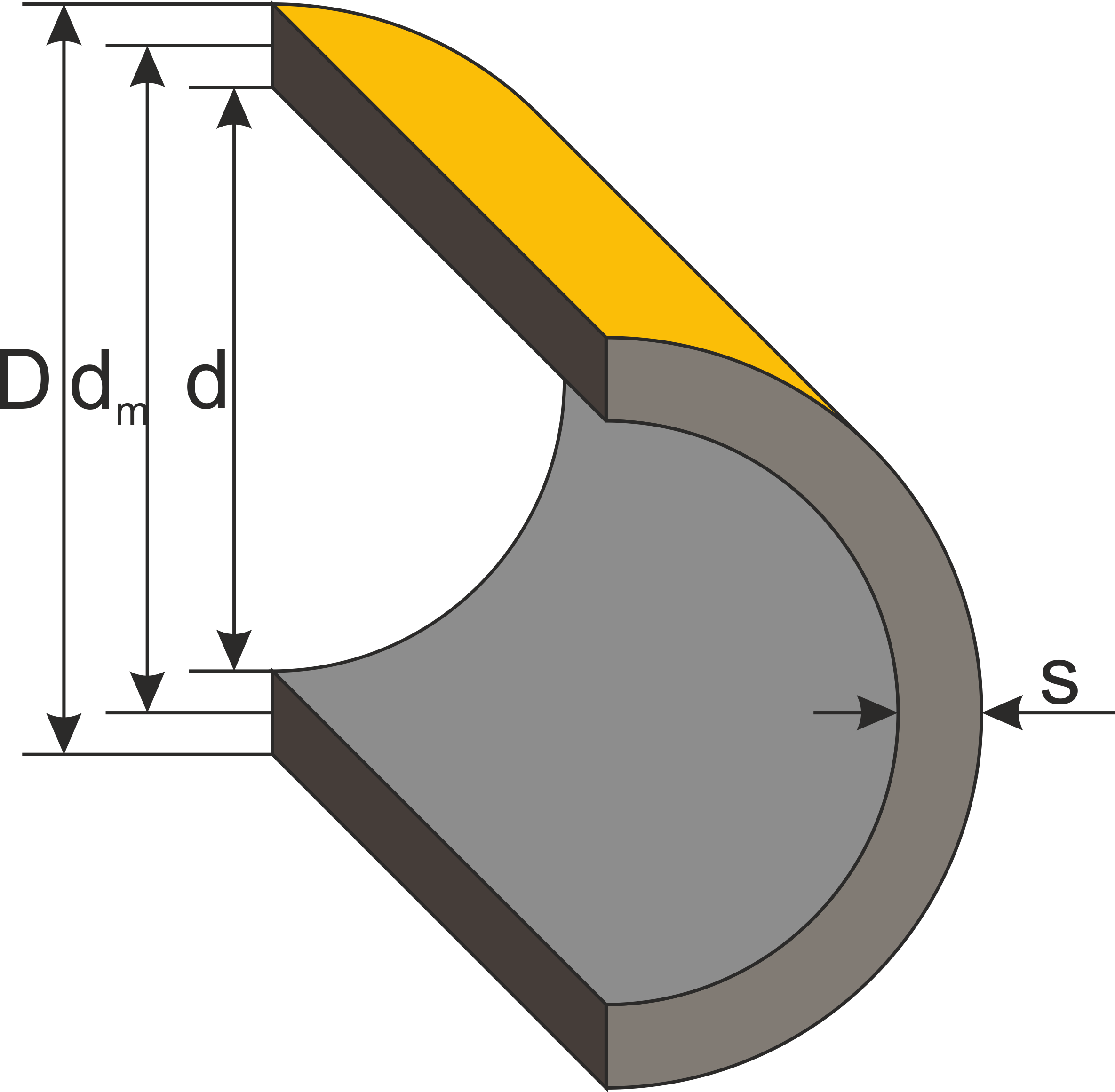
Zylindersegment mit Maßen

Die Umfangsspannung (Tangentialspannung) und die Längsspannung (Axialspannung) in einem durch Innendruck belasteten dünnwandigen Zylinder, der an den Enden abgeschlossen ist, sind:
{\displaystyle \sigma _{\rm {t}}={\frac {p\cdot d_{\rm {m}}}{2\cdot s}}},
{\displaystyle \sigma _{\rm {a}}={\frac {p\cdot d_{\rm {m}}}{4\cdot s}}},
mit dem Innendruck {\displaystyle p}, der Wanddicke {\displaystyle s} sowie dem mittleren Durchmesser {\displaystyle d_{\rm {m}}}. Letzterer berechnet sich gemäß {\displaystyle d_{\rm {m}}=d+s=(D+d)/2}.
In dieser Form ist die Kesselformel auch als „Bockwurst-Formel“  bekannt. Die Bezeichnung dient als Eselsbrücke, um sich zu merken, welche der beiden Spannungen die größere ist. Die Umfangsspannung ist doppelt so groß wie die Spannung in Längsrichtung, daher platzen Würste bei übermäßiger Erwärmung stets in Längsrichtung.
Zusätzlich zu den oben genannten Komponenten wirkt außerdem eine Spannung in radialer Richtung: {\displaystyle \sigma _{\rm {r}}}. Diese ist an der Behälterinnenseite {\displaystyle \sigma _{\rm {r}}(d)=-p} und an der Außenseite (unbelastete Oberfläche) {\displaystyle \sigma _{\rm {r}}(D)=0}.

## Herleitung
Die Gleichungen ergeben sich aus der Betrachtung der Kräftegleichgewichte im dünnwandigen  Zylindermantel/-membran (Längsschnitt bzw. Querschnitt). Es sind
{\displaystyle \Delta A_{\rm {L}}=2(s\cdot \Delta l)} …die Wanddickenfläche im symmetrischen Zylindermantel-Längsschnitt (gemäß der Grafiken oben, {\displaystyle \Delta l} …Segmentlänge),
{\displaystyle \Delta A_{\rm {M,proj.}}=d_{\rm {m}}\cdot \Delta l} …die projizierte Mantel-Innenfläche (Annahme: {\displaystyle d\approx d_{\rm {m}}}),
{\displaystyle A_{\rm {Q}}=\pi \cdot d_{\rm {m}}\cdot s} …die Wanddickenfläche im Zylindermantel-Querschnitt (äquivalent zu {\displaystyle A_{\rm {Q}}=\pi \cdot (D^{2}-d^{2})/4})  sowie
{\displaystyle A_{\rm {G,proj.}}=\pi \cdot d_{\rm {m}}^{2}/4} …die projizierte Innenfläche der geschlossenen Enden (Zylindergrundfläche, {\displaystyle d\approx d_{\rm {m}}}).
Mit der Definition der mechanischen Spannung und des physikalischen Drucks {\displaystyle \sigma =\Delta F/\Delta A}  bzw.  {\displaystyle \sigma =F/A}  und  {\displaystyle p=F/A} folgt
| {\displaystyle \Delta F_{\rm {t}}=\Delta F_{\rm {t}}} {\displaystyle \sigma _{\rm {t}}\cdot \Delta A_{\rm {L}}=p\cdot \Delta A_{\rm {M,proj.}}} {\displaystyle \sigma _{\rm {t}}=p\cdot d_{\rm {m}}/(2\cdot s)}. | {\displaystyle F_{\rm {a}}=F_{\rm {a}}} {\displaystyle \sigma _{\rm {a}}\cdot A_{\rm {Q}}=p\cdot A_{\rm {G,proj.}}} {\displaystyle \sigma _{\rm {a}}=p\cdot d_{\rm {m}}/(4\cdot s)}. |

## Mindestwanddicke
Die von der zulässigen Mantelspannung {\displaystyle \sigma _{\rm {zul}}} abhängige Mindestwanddicke errechnet sich inklusive Wanddickenzuschlägen mittels folgender Formel:
{\displaystyle s_{\rm {min}}={\frac {p\cdot d_{\rm {m}}}{2\cdot \sigma _{\rm {zul}}}}+s_{\rm {1}}+s_{\rm {2}}},
wobei {\displaystyle s_{\rm {1}}} den Zuschlag für Korrosion und {\displaystyle s_{\rm {2}}} den Zuschlag für Toleranzfehler bezeichnet.
Bei kugeligen Behältern werden die in allen Mantelrichtungen gleichen Tangentialspannungen, wie die Axialspannung beim Zylinder, durch ein Kräftegleichgewicht der Kreisringfläche des tragenden Mantels mit der „Druckwirkungskreisfläche“ berechnet (alle Schnittebenen durch den Mittelpunkt). Da die maximale Mantelspannung gegenüber der Zylinderform halb so groß ist, halbiert sich die erforderliche Mindestwandstärke:
{\displaystyle s_{\rm {min}}={\frac {p\cdot d_{\rm {m}}}{4\cdot \sigma _{\rm {zul}}}}+s_{\rm {1}}+s_{\rm {2}}}.

## Die Kesselformel(n) als Näherungslösung
Der Spannungszustand im Mantel geschlossener, druckbelasteter, langer Hohlzylinder kann allgemein über die Laméschen Formeln berechnet werden. Diese ergeben sich aus dem statischen Gleichgewicht einer Kreiszylinderschale ohne Scherbelastung:
{\displaystyle {\frac {\mathrm {d} }{\mathrm {d} r}}\sigma _{r}+{\frac {\sigma _{r}-\sigma _{t}}{r}}=0},
mit {\displaystyle r} als Radialkoordinate und {\displaystyle \textstyle {\frac {\mathrm {d} }{\mathrm {d} r}}} als Differentialoperator.
Für die Tangentialspannung {\displaystyle \sigma _{\mathrm {t} }} an der Position der halben Wandstärke {\displaystyle d_{\rm {m}}} gilt bei einem Außendruck  {\displaystyle p_{\text{außen}}=0} Pa (näherungsweise* auch bei  {\displaystyle p_{\text{außen}}\ll p}):
{\displaystyle \sigma _{\text{t,Lamé}}(d_{\rm {m}},p_{\text{außen}}{\text{=0}})={\frac {p\cdot d^{2}}{D^{2}-d^{2}}}\left(1+{\frac {D^{2}}{d_{\rm {m}}^{2}}}\right)}.
| * Relativer Fehler von {\displaystyle \sigma _{\text{t,Lamé}}(d_{\rm {m}})} bei Annahme {\displaystyle p_{\text{außen}}=0} | * Relativer Fehler von {\displaystyle \sigma _{\text{t,Lamé}}(d_{\rm {m}})} bei Annahme {\displaystyle p_{\text{außen}}=0} | * Relativer Fehler von {\displaystyle \sigma _{\text{t,Lamé}}(d_{\rm {m}})} bei Annahme {\displaystyle p_{\text{außen}}=0} | * Relativer Fehler von {\displaystyle \sigma _{\text{t,Lamé}}(d_{\rm {m}})} bei Annahme {\displaystyle p_{\text{außen}}=0} | * Relativer Fehler von {\displaystyle \sigma _{\text{t,Lamé}}(d_{\rm {m}})} bei Annahme {\displaystyle p_{\text{außen}}=0} |
| {\displaystyle D/d} | {\displaystyle p/p_{\text{außen}}=15}                                                                                      | {\displaystyle p/p_{\text{außen}}=25}                                                                                      | {\displaystyle p/p_{\text{außen}}=50}                                                                                      | {\displaystyle p/p_{\text{außen}}=100}                                                                                     |
| --- | --- | --- | --- | --- |
| 1,01 | 7,2 % | 4,2 % | 2,1 % | 1,0 % |
| 1,05 | 7,5 % | 4,4 % | 2,1 % | 1,1 % |
| 1,10 | 7,9 % | 4,6 % | 2,2 % | 1,1 % |
| 1,15 | 8,3 % | 4,8 % | 2,4 % | 1,2 % |
| 1,20 | 8,7 % | 5,0 % | 2,5 % | 1,2 % |
| 1,50 | 10,2 % | 6,4 % | 3,1 % | 1,5 % |
| {\displaystyle {\frac {\sigma _{\text{t,Lamé}}(d_{\rm {m}},0)}{\sigma _{\text{t,Lamé}}(d_{\rm {m}},{\tfrac {p}{m}})}}={\frac {m(5n^{2}+2n+1)}{m(5n^{2}+2n+1)-n^{2}(n^{2}+2n+5)}}}, mit {\displaystyle m={\frac {p}{p_{\text{außen}}}}}, {\displaystyle n={\frac {D}{d}}}. | | | | |

Mit den Annahmen für dünnwandige Zylinder {\displaystyle d\approx d_{\rm {m}}} und {\displaystyle D\approx d_{\rm {m}}} sowie den Beziehungen  {\displaystyle 2d_{\rm {m}}=D+d}  und  {\displaystyle 2s=D-d}  ergibt sich unter Anwendung der dritten binomischen Formel
{\displaystyle \sigma _{\text{t,Lamé}}(d_{\rm {m}},0)={\frac {p\cdot d^{2}}{(D+d)(D-d)}}\left(1+{\frac {D^{2}}{d_{\rm {m}}^{2}}}\right)\approx {\frac {p\cdot d_{\rm {m}}^{2}}{2d_{m}\cdot 2s}}\left(1+{\frac {d_{\rm {m}}^{2}}{d_{\rm {m}}^{2}}}\right)={\frac {p\cdot d_{\rm {m}}}{2\cdot s}}=\sigma _{\rm {t,Kessel}}}.
Im Zuge dieser Näherungslösung resultieren abhängig vom Durchmesserverhältnis {\displaystyle D/d} die in der zweiten Spalte der folgenden Tabelle angegebenen Abweichungen.
| {\displaystyle D/d} | {\displaystyle \sigma _{\rm {t,Kessel}}/\sigma _{\text{t,Lamé}}(d_{\rm {m}},0)} | {\displaystyle \sigma _{\rm {t,Kessel}}/\sigma _{\text{t,Lamé}}(d,0)} | {\displaystyle \sigma _{\rm {a,Kessel}}/\sigma _{\text{a,Lamé}}(0)} |
| ------------------- | ------------------------------------------------------------------------------- | --------------------------------------------------------------------- | ------------------------------------------------------------------- |
| 1,01                | 1,005                                                                           | 1,000                                                                 | 1,010                                                               |
| 1,05                | 1,025                                                                           | 0,999                                                                 | 1,051                                                               |
| 1,10                | 1,051                                                                           | 0,998                                                                 | 1,103                                                               |
| 1,15                | 1,078                                                                           | 0,995                                                                 | 1,156                                                               |
| 1,20                | 1,105                                                                           | 0,992                                                                 | 1,210                                                               |
| 1,50                | 1,281                                                                           | 0,962                                                                 | 1,563                                                               |

Für den praktischen Anwendungsfall eines auf Innendruck belasteten Rohres oder Druckbehälters ist es jedoch relevanter, die Abweichungen zum Wert der Tangentialspannung am Innendurchmesser des Zylindermantels
{\displaystyle \sigma _{\text{t,Lamé}}(d,0)={\frac {p\cdot d^{2}}{D^{2}-d^{2}}}\left(1+{\frac {D^{2}}{d^{2}}}\right)}
zu betrachten. Diese sind in Spalte 3 der obigen Tabelle aufgeführt. Es wird deutlich, dass, obwohl in der Kesselformel der Mittel-Durchmesser {\displaystyle d_{\rm {m}}} verwendet wird, der hiermit berechnete Tangentialspannungswert besser mit dem am Innendurchmesser des Zylinders übereinstimmt.
Für die Axialspannung im Zylindermantel gilt analog
{\displaystyle \sigma _{\text{a,Lamé}}(0)={\frac {p\cdot d^{2}}{D^{2}-d^{2}}}\approx {\frac {p\cdot d_{\rm {m}}}{4\cdot s}}=\sigma _{\rm {a,Kessel}}},
wobei im Vergleich zur Tangentialspannung größere Abweichungen infolge der Vereinfachung auftreten (Spalte 4). Dies geschieht jedoch im Sinne einer konservativen Annahme. Wird in der Kesselformel zur Berechnung der Axialspannung statt des Mittel-Durchmessers {\displaystyle d_{\rm {m}}} der Innendurchmesser {\displaystyle d} verwendet, so halbieren sich die Abweichungen etwa.